# 고창 덕천사
덕천사(德川祠)은 대한민국 전북특별자치도 고창군 아산면에 있는 조선 전기 문신인 신말주(1439∼?)선생의 위패를 중앙에 두고 양 옆으로 조윤옥, 장조평 선생을 배향하며 그 좌우에 7분의 위패를 모시고 있는 사당이다. 2000년 6월 23일 전라북도의 문화재자료 제162호로 지정되었다.

## 개요
조선 전기 문신인 신말주(1439∼?)선생의 위패를 중앙에 두고 양 옆으로 조윤옥, 장조평 선생을 배향하며 그 좌우에 7분의 위패를 모시고 있는 사당이다.
신말주 선생은 단종 2년(1454) 과거에 합격하고 벼슬이 대사간에 이르렀으나 단종이 폐위되자 벼슬을 버리고 순창에서 여생을 보냈다.
덕천사는 순조 18년(1818)에 세웠으나 현재 건물은 1917년 이후에 고쳐 지은 것이다. 앞면 3칸·옆면 2칸 규모이며, 건물 앞쪽에는 앞면 3칸·옆면 2칸 크기의 솟을대문인 내삼문이 있다. 남쪽에는 강당인 숭절단이 있은데 규모는 앞면 5칸·옆면 2칸이며, 지붕은 옆에서 볼 때 여덟 팔(八)자 모양인 팔작지붕으로 꾸몄다. 숭절단은 전형적인 조선 후기의 사당 양식을 보여 주고 있어 매우 중요하다.

## 현지 안내문
덕천사는 조선 순조 18(1818)에 창건되었으며, 현재의 사우는 1917년 이후에 중건되었다.
사당에는 조선 전기 문신인 신말주(1429~?) 선생의 위패를 중앙에 두고 양 옆으로 조윤옥, 장조평 선생을 배향하고 그 좌우에 7분의 위패를 모시고 있다.
사우와 강당만을 갖춘 조선후기의 전형적인 소규모 사당 형식으로 북쪽 약간 높은 터에 사우인 덕천사가 있고 그 남쪽 평지에 강당인 숭절당이 자리하고 있다.

## 배향 인문
- 신말주
- 조윤옥
- 장조평

## 참고 자료
- 덕천사 - 국가유산청 국가유산포털